# Erich Pietsch (Kreisleiter)
Erich Pietsch (* 30. Dezember 1905 in Hartha bei Dresden; † 4. November 1950 in Waldheim) war ein deutscher Parteifunktionär (NSDAP). Er war Kreisleiter in Zittau in Sachsen.

## Leben
Bereits in seiner Jugend schloss er sich nationalsozialistischen Ideen an und trat der NSDAP bei. 1937 wurde er mit Wirkung zum 25. März zum kommissarischen Kreisleiter von Zittau und Beauftragten der NSDAP ernannt. Beteiligt war er dort u. a. an den Novemberpogromen 1938. Er blieb mindestens bis 1941 in dieser Funktion in Zittau, wo er im Januar die Ausstellung Entartete Kunst eröffnete. 
Im Jahr 1942 war er Sonderführer in Borisovo. Nach Kriegsende 1945 wurde er von der Sowjetischen Besatzungsmacht inhaftiert. Im Rahmen der Waldheimer Prozesse wurde er zum Tode verurteilt und mit 23 weiteren Verurteilten am 4. November 1950 hingerichtet.